# Warp Records
Warp, comumente referida como Warp Records, é uma gravadora independente inglesa, de Sheffield, fundada em 1989, notável por descobrir alguns dos artistas mais duradouros na música eletrônica, em especial aqueles ligados ao estilo IDM.
Fundada por Steve Beckett e Rob Mitchell como resultado final de suas experiências de trabalho na loja de discos FON, juntamente com o produtor Robert Gordon, o selo (cujo nome foi escolhido porque o nome original, "Warped Records" era difícil de entender por telefone) logo se tornou a casa de artistas que seriam muito influentes na cena da música eletrônica como: Nightmares on Wax, LFO, The Designers Republic, Greater Than One, Richard H. Kirk e, principalmente, Aphex Twin.
Em 1992, a Warp passou a liberar uma série de singles de novos artistas na coleção de álbuns Artificial Intelligence, que incluia artistas de música eletrônica experimental como Aphex Twin (e mais tarde Polygon Window e Diceman), Autechre , B12 , o The Black Dog, Richie Hawtin e Alex Paterson (do The Orb). Muitos afirmam que o nome da coleção de discos definiu o nome do gênero Intelligent dance music ao ser amplamente mencionada em uma lista de discussão na internet americana.

## Artistas antigos e presentes do selo
| - Alexander's Annexe - Anti-Pop Consortium - Aphex Twin - Autechre - B12 - Babe Rainbow - Battles - Beans - Bibio - Black Dog Productions - Boards of Canada - Born Ruffians - Tyondai Braxton - Broadcast - Brothomstates - Chris Clark | - Coco, Steel and Lovebomb - Richard Devine - DJ Mujava - Diamond Watch Wrists - Disjecta - Drexciya - Funckarma - Jimmy Edgar - F.U.S.E. - Flying Lotus - Vincent Gallo - Gang Gang Dance - General - Gonjasufi - Gravenhurst - Grizzly Bear - Harmonic 33 - Harmonic 313 - Russell Haswell - Home Video | - Hudson Mohawke - The Hundred In The Hands - Ishq - Jackson and his Computer Band - John Callaghan - Richard H. Kirk - Kenny Larkin - Leila - LFO - Jamie Lidell - Lonelady - Maxïmo Park - Mira Calix - Mount Kimbie - Chris Morris - Nice Nice - Nightmares on Wax - Pivot - Plaid | - Prefuse 73 - Red Snapper - Req - Sabres of Paradise - Savath and Savalas - Jake Slazenger - Seefeel - Speedy J - Sote - Squarepusher - Jimi Tenor - Tim Exile - Two Lone Swordsmen - Luke Vibert - V.L.A.D. - Clarissa Connelly |